# Sobarocephala fumipennis
Sobarocephala fumipennis är en tvåvingeart som beskrevs av Soos 1963. Sobarocephala fumipennis ingår i släktet Sobarocephala och familjen träflugor. Inga underarter finns listade i Catalogue of Life.